# シンケイン
シンケイン（cinquain）は、アメリカ合衆国の詩人アデレイド・クラプシーが日本の俳句・短歌の影響を受けて創案した五行連の変化形。

## 形式
音節の数が、第1行目は2音節、第2行目は4音節、第3行目は6音節、第4行目は8音節と増え、最後の第5行目は再び最初の2音節に戻る。そのうえ、それぞれの行は決まった数の強勢の音節を持っている（順に、1、2、3、4、1）。クラプシーの詩の中で最も一般的な韻脚は弱強格である（ただし限定されてはいない）。クラプシーが影響を受けた日本の俳句・短歌とは対照的に、彼女は自分の五行詩にタイトルをつけている。